# Чемпіонат світу з хокею із шайбою 2025 (дивізіон III, жінки)
Чемпіонат світу з хокею із шайбою 2025 (Дивізіон III) — чемпіонат світу з хокею із шайбою, який відбувся у двох групах: Група А Белград (Сербія) та Група В Сараєво (Боснія і Герцеговина).

## Група A

### Учасниці
| Збірна   | Результати 2024 року                  |
| -------- | ------------------------------------- |
| ПАР      | 6-е місце Дивізіон II B               |
| Румунія  | 2-е місце Дивізіон III A.             |
| Литва    | 3-є місце Дивізіон III A.             |
| Сербія   | Господарки, 4-е місце Дивізіон III A. |
| Хорватія | 5-е місце Дивізіон III A.             |
| Таїланд  | 1-е місце Дивізіон III B.             |

### Підсумкова таблиця та результати
| Поз | Команда    | М | В | ВО | ПО | П | ГЗ | ГП | Різ | О  | Кваліфікація   |     | Литва  | Таїланд | Сербія | Румунія | Хорватія | ПАР  |
| --- | ---------- | - | - | -- | -- | - | -- | -- | --- | -- | -------------- | --- | ------ | ------- | ------ | ------- | -------- | ---- |
| 1   | Литва      | 5 | 3 | 1  | 0  | 1 | 20 | 8  | +12 | 11 | Дивізіон II B  |     | —      | 2:1 ОТ  | 3:0    | 1:2     | 4:2      | 10:3 |
| 2   | Таїланд    | 5 | 3 | 0  | 1  | 1 | 16 | 9  | +7  | 10 |                |     | 1:2 ОТ | —       | 3:4    | 3:2     | 3:0      | 6:1  |
| 3   | Сербія (H) | 5 | 3 | 0  | 0  | 2 | 15 | 10 | +5  | 9  |                | 0:3 | 4:3    | —       | 2:0    | 0:1     | 9:3      |      |
| 4   | Румунія    | 5 | 3 | 0  | 0  | 2 | 19 | 11 | +8  | 9  |                | 2:1 | 2:3    | 0:2     | —      | 4:3     | 11:2     |      |
| 5   | Хорватія   | 5 | 2 | 0  | 0  | 3 | 13 | 13 | 0   | 6  |                | 2:4 | 0:3    | 1:0     | 3:4    | —       | 7:2      |      |
| 6   | ПАР        | 5 | 0 | 0  | 0  | 5 | 11 | 43 | −32 | 0  | Дивізіон III B |     | 3:10   | 1:6     | 3:9    | 2:11    | 2:7      | —    |

## Група B

### Учасниці
| Збірна               | Результати 2024 року                  |
| -------------------- | ------------------------------------- |
| Болгарія             | 6-е місце Дивізіон III A.             |
| Естонія              | 2-е місце Дивізіон III B.             |
| Ізраїль              | 3-є місце Дивізіон III B.             |
| Сінгапур             | 4-е місце Дивізіон III B.             |
| Боснія і Герцеговина | Господарки, 5-е місце Дивізіон III B. |

### Підсумкова таблиця та результати
| Поз | Команда                  | М | В | ВО | ПО | П | ГЗ | ГП | Різ | О  | Кваліфікація   |        | Болгарія | Ізраїль | Естонія | Боснія і Герцеговина | Сінгапур |
| --- | ------------------------ | - | - | -- | -- | - | -- | -- | --- | -- | -------------- | ------ | -------- | ------- | ------- | -------------------- | -------- |
| 1   | Болгарія                 | 4 | 3 | 0  | 1  | 0 | 19 | 9  | +10 | 10 | Дивізіон III A |        | —        | 5:2     | 5:3     | 3:4 ОТ               | 6:0      |
| 2   | Ізраїль                  | 4 | 2 | 1  | 0  | 1 | 17 | 10 | +7  | 8  |                |        | 2:5      | —       | 3:2 ОТ  | 6:1                  | 6:2      |
| 3   | Естонія                  | 4 | 2 | 0  | 1  | 1 | 11 | 11 | 0   | 7  |                | 3:5    | 2:3 ОТ   | —       | 4:2     | 2:1                  |          |
| 4   | Боснія і Герцеговина (H) | 4 | 1 | 1  | 0  | 2 | 16 | 14 | +2  | 5  |                | 4:3 ОТ | 1:6      | 2:4     | —       | 9:1                  |          |
| 5   | Сінгапур                 | 4 | 0 | 0  | 0  | 4 | 4  | 23 | −19 | 0  |                | 0:6    | 2:6      | 1:2     | 1:9     | —                    |          |